# باشگاه فوتبال رئوتوف
باشگاه فوتبال رئوتوف (روسی: «Реутов» (Реутов)) یک باشگاه فوتبال در شهر رئوتوف روسیه بود. این باشگاه در لیگ دسته دوم فوتبال روسیه بازی می‌کرد. این باشگاه در سال ۲۰۰۱ تأسیس شد و در سال ۲۰۰۹ منحل شد.